# عالم مباريات الجوع
بانيم (باللاتينية: Panem) أو عالم مباريات الجوع (بالإنجليزية: Fictional world of The Hunger Games)‏ دولة خيالية في عالم افتراضي، يدور فيها أحداث ثلاثية مباريات الجوع، للروائية الأمريكية سوزان كولينز. عاصمتة دولة بانيم الخيالية هي الكابيتول، حيث تحكم حكومة استبدادية، عددًا من المناطق النائية، التي يصل عددها إلى اثني عشرة مقاطعة، ولكل منها اقتصاد مختلف. تنظّم الكابيتول سنويًا مهرجانًا يشارك فيه اثنان (فتى وفتاة) من كل مقاطعة، حيث يقومون بقتل بعضهم البعض، عقابًا من العاصمة لتلك المقاطعات، بسبب تمرّد قام به سكانها قبل عقود من الزمن. ظهر العالم في سلسلة أفلام مباريات الجوع.

## الخلفيَّة العامة
تحدث ثلاثية ألعاب الجوع في عصر مستقبلي غير مُحدّد، في دولة بانيم التي أُنشئت على أنقاض ما بقي من ما كان يُسمّى أمريكا الشمالية، بعد حدث غير معروف من أحداث نهاية العالم، حيث تشكّلت من اثنتي عشرة مقاطعة (في الأصل ثلاث عشرة مقاطعة)، تتوسّطها الكابيتول الحاضرة الغنية الواقعة في جبال روكي، التي بسطت سيطرتها على جميع المقاطعات، وسخرتها ببشرها ومواردها الطبيعية في خدمة سكان الكابيتول.
تشكّل هذا النظام الاستبدادي الاستعبادي القاهر بقوة السلاح من قبل الكابيتول، بعد عدد من الكوارث، فترات الجفاف، العواصف، الحرائق وفيضانات بحرية ابتلعت مساحات واسعة من الأراضي الأمريكية، وحروب أهلية شرسة أتت على استقرار واقتصاد البلاد، حيث ظهرت الكابيتول - وقتئذ - تلك الحاضرة الموصوفة بالرائعة المتقدّمة علميَّا وتكنولوجيًّا، جالبة الأمن والسلام والرخاء لمواطنيها، على حساب أهالي المقاطعات المستعبدين منها الغارقين في المرض والجوع والعوز، وهو ما قادَ إلى تمرّد المقاطعات ضد الكابيتول، عُرِف باسم «الأيام المظلمة» (بالإنجليزية: Dark Days)‏، لينتهي بهزيمة المُتمردين في النهاية، إثر ذلك أُزيلت المقاطعة الثالثة عشرة من الوجود (أو هكذا كان يُفترض حسبما أعلنت الكابيتول). وقد فرضت الكابيتول بعدها قانونًا جزائيًا، عقابًا منها للمقاطعات المتبقية، سمته باسم معاهدة الخيانة لضمان السلام، نصّت على أن تقدّم كل مقاطعة من المقاطعات الاثنتي عشرة، في كل عام في موسم أصبح يُسمى موسم الحصاد، فتى وفتاة تتراوح أعمارهم ما بين 12-18 عامًا، يكونون بمثابة قربان أو جزية (بالإنجليزية: Tribute)؛ أو ما يُعرف بالمُجالد، يتم اختيارهم عبر نظام القرعة للمشاركة في مباريات، تُسمى مباريات الجوع، حيث تعمد سلطات الكابيتول على حبس المجالدين الأربعة والعشرين في ميدان واسع أشبه بالمحمية ضمن حدث مُتلفز، يمكن أن يشمل صحراء حارقة وحتى أراض برية متجمدّة، يتقاتلون فيه حتى الموت، ويكون الفائز منهم آخر مُجالد يبقى على قيد الحياة. ويكافئ الفائز منهم بتكريم في الكابيتول ورحلة انتصار يجوب بها المقاطعات الانثتي عشرة، تُعرف باسم «رحلة النصر» (بالإنجليزية: Victory Tour)‏، ويُمنح في مقاطعته منزلًا واسعًا وكريمًا في منطقة خاصة بالمنتصرين تُسمّى «قرية المنتصرين» (بالإنجليزية: Victory Village)‏ ويُمدّ بالطعام وتُجرى له الأموال إلى آخر عمره.
وُضِعت مباريات الجوع بغرض الترفيه عن سكان الكابيتول، وتذكيرًا للمقاطعات الواقعة تحت سلطة الكابيتول بالتمرّد الفاشل الذي قاده أسلاف المُجالدين الحاليين، وإشارة دائمة من الكابيتول بعدم نسيانها للتمرّد الذي حدث سابقًا وعدم ندمها في سحق التمرّد وإرساء هذا النظام المستبد ولا نسيانها لمن قاموا به أو من يتّصل بهم رغم مرور كل ذلك الوقت.
تعيش راوية الثلاثية وبطلتها كاتنيس إيفردين في المقاطعة الثانية عشرة الواقعة في منطقة أبالاشيا، وتعدّ هذه المنطقة الأفقر في بانيم، حيث يموت فيها الناس من الجوع بانتظام.

## بانيم

### الكابيتول
حاضرة غنية واقعة في جبال روكي، توصف بالرائعة، وهي متقدّمة علميَّا وتكنولوجيًّا، واستطاعت أن تبسط سيطرتها على جميع المقاطعات في بانيم بعد فشل الثورة الأولى قبل أربعة وسبعين سنة قبل بدء أحداث مباريات الجوع. كانت تُحكم من قبل الرئيس سنو.

### المقاطعة الأولى
اقتصادها قائم على الصناعات الفاخرة.

### المقاطعة الثانية
اقتصادها قائم على التعدين، البناء، إضافة إلى الصناعات العسكرية، وتخريج الجيش والأمن لتطبيق القانون.

### المقاطعة الثالثة
اقتصادها قائم على صناعة الإلكترونيات، السيارات والأسلحة النارية.

### المقاطعة الرابعة
اقتصادها قائم على تربية الأسماك والصيد التجاري.

### المقاطعة الخامسة
اقتصادها قائم على صناعات الطاقة والطاقة الكهرومائية.

### المقاطعة السادسة
اقتصادها قائم على صناعات النقل والمواصلات.

### المقاطعة السابعة
اقتصادها قائم على صناعات الغابات وإنتاج الخشب.

### المقاطعة الثامنة
اقتصادها قائم على النسيج.

### المقاطعة التاسعة
اقتصادها قائم على زراعة الحبوب.

### المقاطعة العاشرة
اقتصادها قائم على الثروة الحيوانية.

### المقاطعة الحادية عشرة
اقتصادها قائم على زراعة وإنتاج الفواكه، الخضار والقطن.

### المقاطعة الثانية عشرة
المقاطعة الثانية عشرة هي موطن كاتنيس إيفردين، بيتا ميلارك وغايل هاوثورن، هي الأفقر في بانيم، حيث يموت فيها الناس من الجوع بانتظام. واقتصاد المقاطعة قائم على التعدين [إنتاج الفحم تحديدًا]، وأصبحت لاحقًا تُقدّم الخدمات الطبيّة [بعد نجاج الثورة وإسقاط نظام الكابيتول].

### المقاطعة الثالثة عشرة
اقتصادها قائم على التعدين [إنتاج الجرافيت تحديدًا]، والصناعات العسكرية، خاصة النووية منها.

## أخرى
- الكورنوكوبيا (بالإنجليزية: The Cornucopia)‏؛ هو مُجّسم مُذهّب عظيم، أشبه ببوق أو قرن، بارتفاع عشرين قدمًا، مُجهّز بالعديد من الأشياء واللوازم التي تكفل للمجالدين البقاء على قيد الحياة في الميدان حيث يتوسطه، ويكون دائمًا ساحة قتال بينهم، إذ يمتلئ بالأطعمة، علب المياه، الأسلحة، الأدوية، الثياب وقداحات لإشعال النار، وكلّما ابتعد المجالد عن الكورنوكوبيا، تصبح الأشياء والمؤن المتناثرة حول القرن أقل فائدة من تلك المتواجدة في قلب المُجسّم.